# Blamont
 Blamont  es una población y comuna francesa, en la región de Franco Condado, departamento de Doubs, en el distrito de Montbéliard y cantón de Hérimoncourt.

## Historia
Formó parte del Condado de Montbéliard hasta su toma por las tropas francesas en 1699, anexión legalizada en 1748. Durante la guerra de la Sexta Coalición, fue ocupada por tropas bávaras el 25 de diciembre de 1813.

## Demografía
| 731 | 728 | 1045 | 1021 | 1026 | 1042 |
| Para los censos de 1962 a 1999 la población legal corresponde a la población sin duplicidades (Fuente: INSEE [Consultar]) |     |      |      |      |      |